# بازی‌های جنگی
بازی‌های جنگ (انگلیسی: WarGames) فیلمی در ژانر مهیج و علمی-تخیلی سخت به کارگردانی جان بدهام است که در سال ۱۹۸۳ منتشر شد.

## خلاصه فیلم
مشاوران رئیس‌جمهور توصیه «جان مکیتریک» مبنی بر استفاده از کامپیوتر WOPR را برای کنترل و هدایت جنگ هسته‌ای می‌پذیرند. همزمان در سیاتل، نوجوانی به نام «دیوید لایتمن» که با کامپیوتر شخصی خود به انجام کارهای شگفتی مشغول شده، هنگام جستجو در بازی‌های کامپیوتری با کلمه عبور «جاشوآ» به WOPR راه پیدا می‌کند…

## بازیگران
- متیو برودریک در نقش دیوید لایتمن
- الای شیدی در نقش جنیفر مک
- دابنی کلمن در نقش دکتر مک‌کیتریک
- جان وود در نقش دکتر فالکن